# Кларк, Кеннет Гарри
Ке́ннет Га́рри Кларк, барон Кларк Ноттингемский (англ. Kenneth Harry Clarke, Baron Clarke of Nottingham; род. 2 июля 1940) — британский государственный деятель. С 11 мая 2010 года по 4 сентября 2012 года — лорд-канцлер и министр юстиции Великобритании. С 4 сентября 2012 года по 15 июля 2014 года — министр без портфеля. 15 июля 2014 года покинул правительство Кэмерона.

## Министерские должности
Несмотря на то, что он был ярым защитником курения табака, был назначен министром здравоохранения в 1988 году. Два года спустя он был назначен министром образования в последние недели правительства Маргарет Тэтчер.

## Личная жизнь
Кларк женился на Джиллиан Эдвардс в ноябре 1964 года, в июле 2015 года Джиллиан умерла от рака. У них родились сын и дочь. Кларку нравится джаз, сигары, автоспорт и классические автомобили. Он также любит смотреть спортивные состязания. Кларк является болельщиком футбольного клуба «Ноттингем Форест».